# Ruolo d'onore
Ruolo d'onore è il quarto romanzo di John Gardner, avente come protagonista James Bond.
In questo romanzo Gardner riesuma la SPECTRE. Lo storico nemico della saga era stato inventato da Ian Fleming che lo aveva pensato come organizzazione antagonista di 007 in una trilogia di romanzi: Thunderball, Al servizio segreto di sua maestà e Si vive solo due volte.

## Trama
La nuova SPECTRE lancia la sfida al mondo dell'informatica mentre James Bond è costretto a dare le dimissioni dal Servizio. Disgustato dal comportamento dei suoi superiori, si trasferisce a Monte Carlo dove frequenta un corso d'aggiornamento, tenuto da Persephone Proud.
In tale contesto, l'agente segreto conosce la programmatrice Jay Autem Holy che lavora per una società che crea simulazioni e modelli di battaglie.
La donna gli propone un colloquio di lavoro e James Bond finisce in un campo d'addestramento per terroristi ad Erewhon dove incontra Tamil Rahani, l'uomo che ha rifondato la SPECTRE.
L'agente finge di essere allettato fino a quando si scopre che in realtà lavora ancora per il Servizio e sta cercando di mettere in trappola Tamil. Il terrorista gli scappa una prima volta, ma l'agente segreto riesce ad impedire un furto di armi atomiche in concomitanza di un meeting USA-URSS. Inizia un lungo inseguimento ma il colonnello Tamil Rahani riesce nuovamente a sfuggire dalla cattura paracadutandosi da un dirigibile sulle Alpi svizzere.

### Personaggi principali
- James Bond
- Colonnello Tamil Rahani, capo della nuova SPECTRE.
- Jay Autem Holy, membro della nuova SPECTRE ed esperta di informatica.
- Persephone Percy Proud, agente della CIA.
- Peter Amadeus, tecnico informatico.
- Generale Rolling Joe Zwingli, membro della SPECTRE
- Cindy Chalmer, esperta di informatica.

## Opere collegate
- La scena sul dirigibile del film Agente 007 - Bersaglio mobile sembra suggerita da questo romanzo.
- La trama di questo libro ha un seguito nel romanzo Nessuno vive per sempre.

## Edizioni
- John Gardner, Ruolo d'onore, traduzione di Stefano Di Marino, collana Segretissimo, Arnoldo Mondadori Editore, 1996,  p. 207.